# Waldkirchen an der Thaya
Waldkirchen an der Thaya osztrák mezőváros Alsó-Ausztria Waidhofen an der Thaya-i járásában. 2018 januárjában 534 lakosa volt.  

## Elhelyezkedése

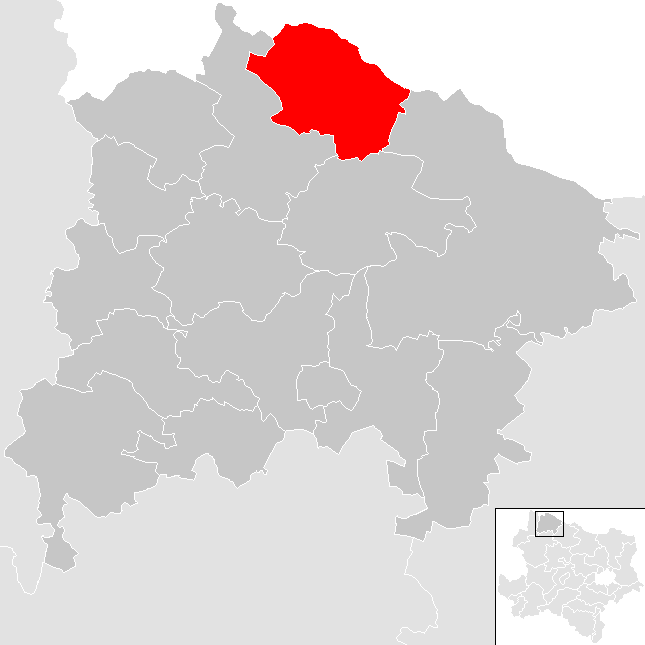
Waldkirchen an der Thaya a Waidhofen an der Thaya-i járásban

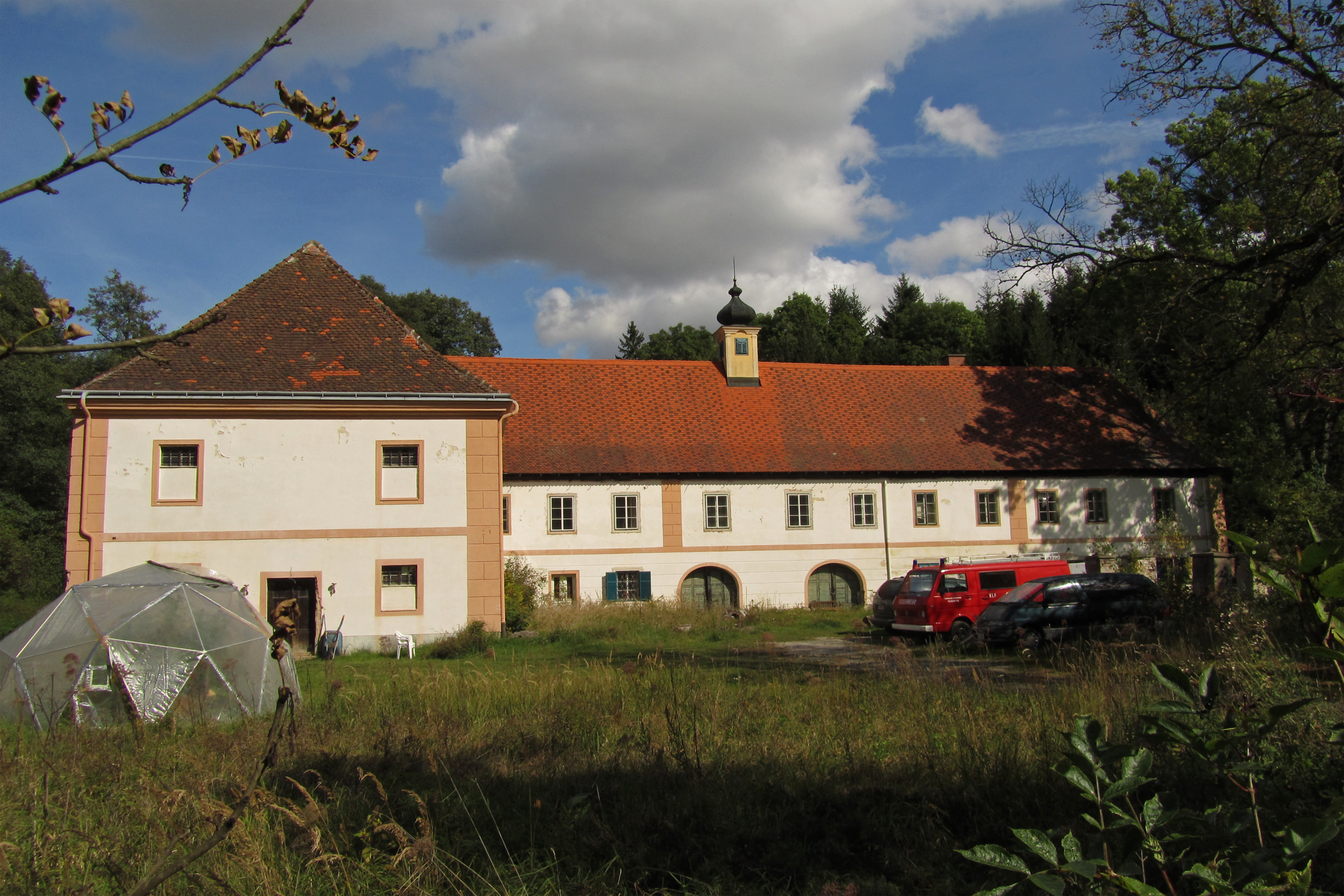
A gilgenbergi kastély

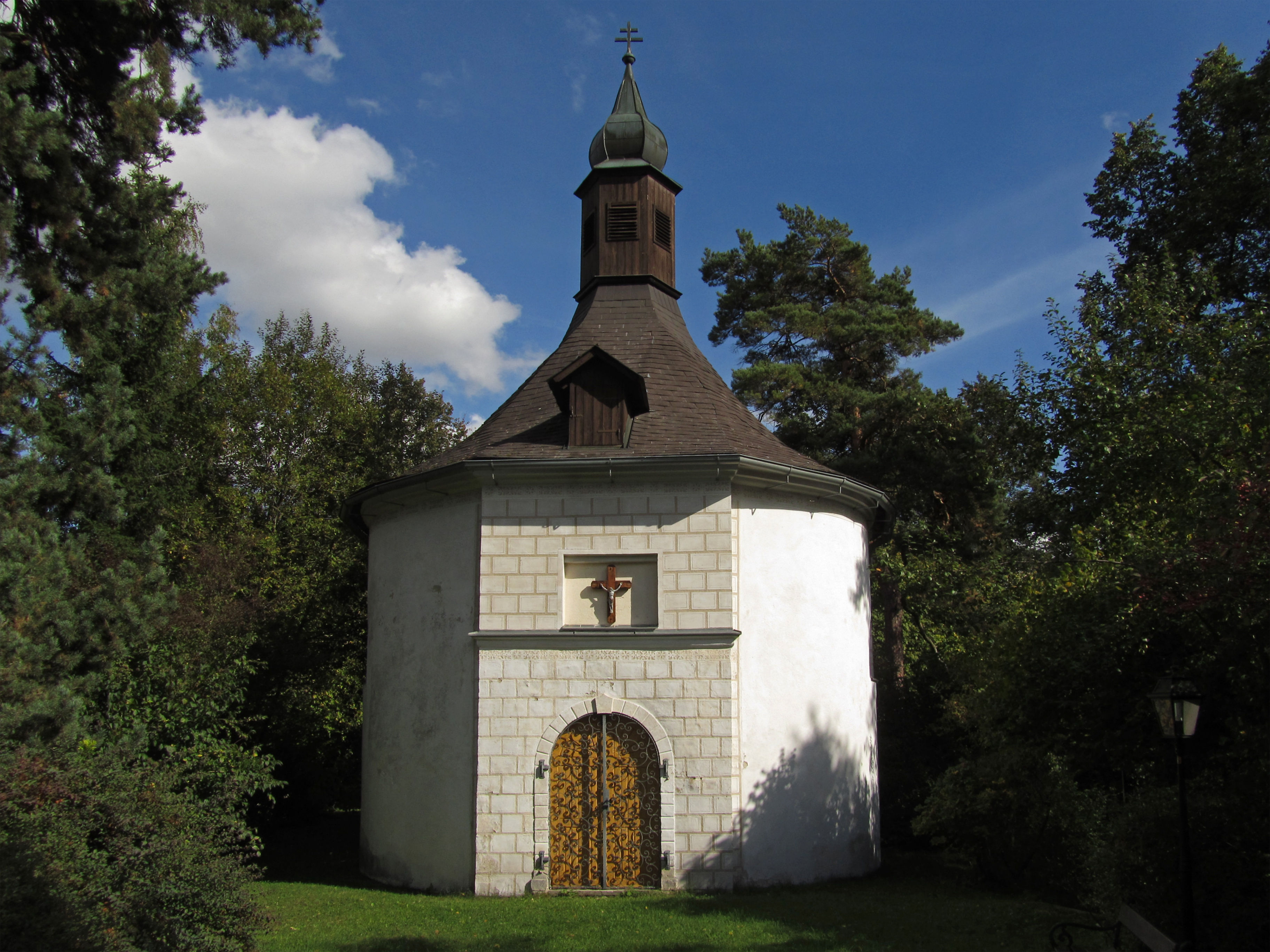
A 17. századi Szt. Egyed-kápolna

Waldkirchen an der Thaya Alsó-Ausztria Erdőnegyedének (Waldviertel) északi részén fekszik, a cseh határ mellett, a Feinitzbach (a Thaya mellékfolyója; utóbbi alkotja a mezőváros déli határát) mentén. Területének 31,5%-át erdő borítja. Az önkormányzat 7 településrészt és falut egyesít: Fratres (23 lakos 2018-ban), Gilgenberg (44), Rappolz (82), Rudolz (67), Schönfeld (50), Waldhers (98) és Waldkirchen an der Thaya (170). A kataszteri közösségek Fratres, Gilgenberg, Rappolz, Rudolz, Schönfeld, Waldhers és Waldkirchen an der Thaya.
A környező önkormányzatok: keletre Raabs an der Thaya, délre Karlstein an der Thaya, nyugatra Dobersberg, északra Slavonice, északkeletre Písečné u Slavonic (utóbbi kettő Csehországban).

## Története
Waldkirchent először 1188-ban említik. A 13. században egy lovagi nemzetség élt itt, udvarházuk a templom közelében lehetett. A reformáció során a lakosság protestáns hitre tért, a Szt. Márton-templom is ezé a felekezeté volt. A templom 1610-ben leégett. 
A 20. század elején megnyílt a Waldkirchen és Slavonice közötti Thayatalbahn vasútvonal. 1928-ban Waldkirchent mezővárosi rangra emelték. 
A második világháború végén a település számos, Csehszlovákiából kiűzött, német nemzetiségű menekültet fogadott be.

## Lakosság
A Waldkirchen an der Thaya-i önkormányzat területén 2018 januárjában 534 fő élt. A lakosságszám 1934 óta (akkor 1417 fő) folyamatosan csökken. 2016-ban a helybeliek 97,7%-a volt osztrák állampolgár; a külföldiek közül 1,7% a régi (2004 előtti), 0,6% az új EU-tagállamokból érkezett. 2001-ben a lakosok 97,6%-a római katolikusnak, 1,9% pedig felekezeten kívülinek vallotta magát.

## Látnivalók
- a Szt. Márton-plébániatemplom román alapokra épült barokk stílusban. Tornya 1715-ben készült el.
- a templom melletti csontház 1773-ból való
- a gilgenbergi kastély a 16. század végén épült egy korábbi vár helyére késő reneszánsz stílusban
- a gilgenbergi Szt. Egyed-kápolna
- a Museum Humanum

## Fordítás
- Ez a szócikk részben vagy egészben  a   Waldkirchen an der Thaya című német Wikipédia-szócikk ezen változatának fordításán alapul.  Az eredeti cikk szerkesztőit annak laptörténete sorolja fel. Ez a jelzés csupán a megfogalmazás eredetét és a szerzői jogokat jelzi, nem szolgál a cikkben szereplő információk forrásmegjelöléseként.